# Otto Magnus von Stackelberg
Otto Magnus von Stackelberg (Reval, 25 luglio 1786 – San Pietroburgo, 27 marzo 1837) è stato un archeologo tedesco.

## Biografia
Nacque dal colonnello Otto Christian Engelbrecht von Stackelberg e da Anna Gertruda Düker. Rimasto orfano di suo padre nel 1792, il giovane Otto mostrò interesse per la musica, a differenza dei suoi fratelli che come molti giovani dell'epoca erano principalmente interessati a cavalcare, a combattere e alla caccia. Sua madre, riconoscendone il talento nei suoi primi disegni, fece in modo che il pittore tedesco Reus fosse il suo precettore nella tenuta di famiglia di Vääna.
Si iscrisse all'Università di Gottinga nel 1803, indi si recò a Zurigo con due dei suoi fratelli, dove iniziò ad apprezzare l'arte di Johann Kaspar Lavater e di Salomon Gessner e incontrò Johann Heinrich Pestalozzi. Dopo aver trascorso un po' di tempo a Ginevra, proseguì il suo viaggio con il fratello Karl in Italia, dove decise di intraprendere la carriera artistica. Seguì nel 1804 un soggiorno a Dresda per studiare pittura ma l'anno successivo continuò gli studi diplomatici a Mosca. Ormai sua madre si era resa conto che suo figlio non era adatto al servizio diplomatico e da allora Stackelberg si dedicò all'arte e sempre più all'archeologia.

### Primo viaggio in Grecia

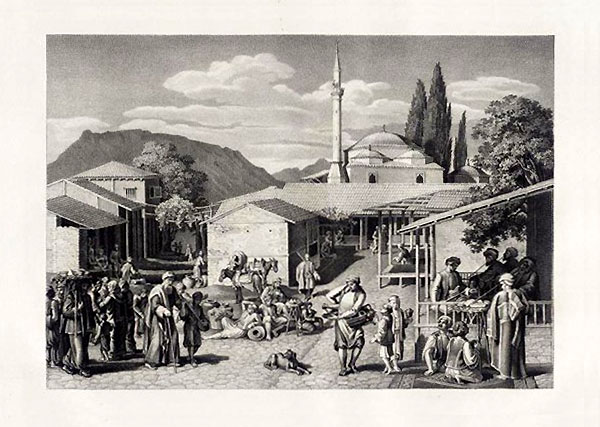
Immagine presa dal suo Trachten und Gebräuche der Neugriechen

Dopo aver studiato a Gottinga e aver lavorato in una galleria a Dresda, nell'autunno del 1808 partì per un secondo viaggio in Italia, questa volta accompagnato da Ernst Heinrich Toelken.  Giunti a Roma nel 1809, fecero amicizia con l'archeologo e storico dell'arte Carl Haller von Hallerstein, con gli archeologi e filologi danesi Peter Oluf Brondsted e Georg Koës, con il pittore tedesco Jakob Linckh e con l'allora console austriaco in Grecia George Christian Gropius. Bröndsted e Koës convinsero Stackelberg ad accompagnarli nel loro viaggio in Grecia, al cui seguito avrebbero pubblicato un libro illustrato proprio da Stackelberg stesso.
Giunti ad Atene nel 1810, furono raggiunti dagli architetti e archeologi britannici John Foster e Charles Robert Cockerell. Il gruppo eseguì scavi in diversi siti greci: nel 1811 presso il Tempio di Afaia ad Egina rimossero le sculture frammentarie del frontone cadute e su raccomandazione di von Hallerstein le spedirono all'estero e le vendettero l'anno successivo al principe ereditario Ludovico di Baviera; mentre nel 1812 esposero parti del tempio di Apollo a Bassae (il fregio trovato su di esso è ora al British Museum) e il tempio di Eaco di Zeus Panhellenios (Zeus panellenico), sempre ad Egina .

### Roma e l'Italia
Nell'autunno del 1814 Stackelberg tornò dalla sua famiglia negli stati baltici. Si recò di nuovo in Italia nel 1816, ricercando l'antichità e il Medioevo come storico dell'arte e diventando cofondatore dell'Istituto archeologico germanico. Insieme a Eduard Gerhard, August Kestner e Theodor Panofka fondò nel 1824 la società "Römische Hyperboraeer", un gruppo di studiosi nordeuropei che si occupavano le rovine classiche. Entrambi i nuclei furono i precursori e le fasi embrionali del successivo Istituto archeologico tedesco . Nel 1826 pubblicò i suoi studi archeologici nel Der Apollotempel zu Bassae in Arcadien und die daselbst ausgegrabenen Bildwerke. Continuò a viaggiare in Grecia, in Turchia e in Italia. In Etruria nel 1827 scoprì il tempio e l'ipogeo etrusco di Corneto (oggi Tarquinia).
Dal 1829 al 1833 visse in Germania, incontrandovi tra gli altri Johann Wolfgang von Goethe e viaggiando in Inghilterra, Francia e Paesi Bassi. Dal 1835 fino alla morte visse a Riga.
Sua figlia Natalie von Stackelberg pubblicò una sua biografia nel 1882 sulla base dei diari e delle lettere di suo padre. Gerhart Rodenwaldt scrisse una biografia su Stackelberg, dove lo definì lo "scopritore del [antico] paesaggio greco".

## Opere
- Costumes et usages des peuples de la Grèce moderne / Trachten und Gebräuche der Neugriechen. Roma 1825.
- Der Apollotempel zu Bassae in Arcadien und die daselbst ausgegrabenen Bildwerke. Roma 1826.
- La Grèce. Vues pittoresques et topographiques, dessinus par O. M. baron de Stackelberg. Parigi 1830.
- Die Gräber der Hellenen in Bildwerken und Vasengemälden Berlino 1837.